# Regius Professor of Surgery (Glasgow)

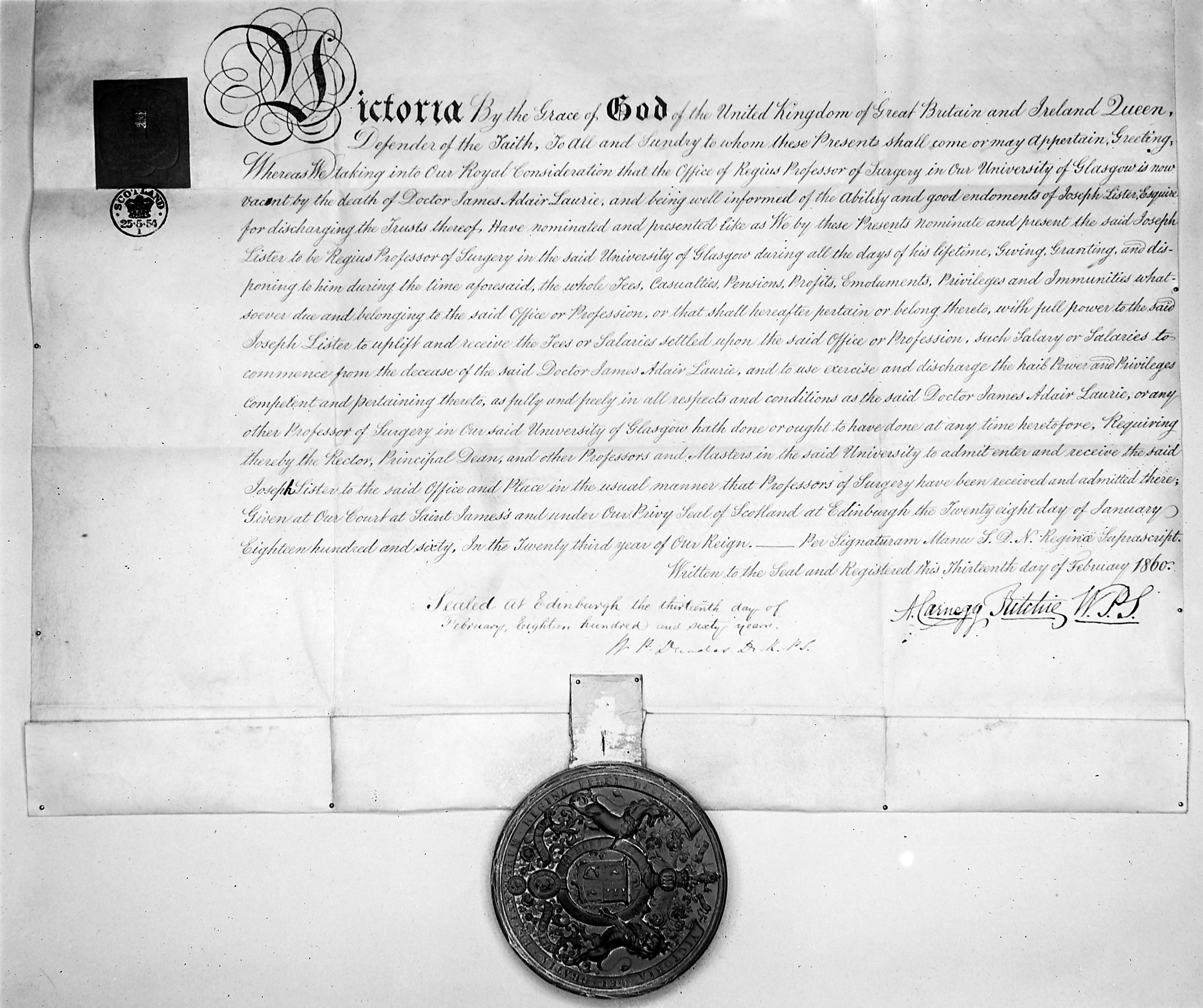
Bild der Ernennungsurkunde von Joseph Lister

Der Regius Chair of Surgery ist ein Lehrstuhl für Chirurgie an der University of Glasgow. Er wurde 1815 durch Georg III. gestiftet zusammen mit den Regius-Professuren wie Chemie und Zoologie in Glasgow.

## Geschichte
In seiner über 200-jährigen Geschichte erreichten die Inhaber des Lehrstuhls einige herausragende Leistungen. Schon der erste Inhaber des Lehrstuhls, John Burns, leistete einige Pionierleistungen in der Reproduktionsmedizin. Sein Lehrbuch für die Reproduktionsmedizin, The Principles of Midwifery Including the Diseases of Women and Children, wurde zu einem Standardwerk der Medizin, erlebte mehrere Auflagen und wurde in mehrere Sprachen übersetzt.
Joseph Lister, der dritte Professor, begann während seiner Amtszeit mit den wegweisenden Versuchen mit Karbol, die er mit der während seiner Amtszeit in Edinburgh eingeführten Sprayanlage beschloss. Am 12. August 1865 wurde ein Glasgower Junge, James Greenless, von einem Pferdekarren überrollt. Er erlitt einen offenen Bruch des linken Unterschenkels und wurde im Krankenhaus eingeliefert. Lister verabreichte eine Chloroformnarkose und wusch die Wunde mit Karbolsäure, deckte die Wunde dann mit Tüchern ab, die er mit Karbolsäure getränkt hatte. Die Wunde begann zu heilen und Greenless konnte sechs Wochen später entlassen werden, ein Vorfall, der Listers ersten Erfolg mit dieser Methode markierte. In der Folge konnte Lister die Sterberate in seiner Abteilung auf unter 15 % senken. Zwar hatte Ignaz Semmelweis seine Arbeiten vor Lister durchgeführt und veröffentlicht, aber sowohl die deutsch-österreichischen als auch die ungarischen Kollegen Semmelweis’ ignorierten die Arbeiten weitgehend. Listers Ergebnisse wurden nicht nur wahrgenommen, sondern von der medizinischen Gemeinschaft übernommen und weiterentwickelt.
William Macewen brachte gleich mehrere Neuerungen in die Lehre und Praxis ein. Er entfernte als Erster erfolgreich einen Hirntumor und behandelte subdurale Hämatome durch chirurgische Eingriffe, außerdem führte er Transplantationen von Knochenmaterial durch und verfeinerte die von Lister eingeführten Hygienemaßnahmen zu dauerhaften und zuverlässigen Prozeduren für die Krankenhauspraxis.
Andrew Watt Kay schrieb in seiner Zeit nicht nur die einflussreichste medizinische Arbeit in Großbritannien, sondern war an der Eröffnung eines der ersten Zentren für Nierentransplantationen beteiligt.

## Regius Professors of Surgery
| Name                                  | Namenszusatz                          | von           | bis           | Anmerkung |
| ------------------------------------- | ------------------------------------- | ------------- | ------------- | --- |
| John Burns                            | C.M., M.D.                            | 1815          | 1850          | Burns hatte Medizin an der University of Glasgow studiert und praktizierte in Glasgow. 1797 eröffnete er mit seinem Bruder Allan eine private Lehreinrichtung für Medizinstudenten, wo er Anatomie, Chirurgie und Reproduktionsmedizin unterrichtete. Seine Studenten wurden damals verdächtigt, Leichen für die Lehrveranstaltungen von Friedhöfen zu stehlen. Der Magistrat unterdrückte weitere Untersuchungen in dieser Sache unter der Auflage, dass Burns die Lehre der Anatomie aufgab. Burns gab nach und wandte sich der Reproduktionsmedizin zu. Sein Bruder übernahm die Lehre der Anatomie. 1799 wurde John zum Professor für Anatomie der Anderson’s University ernannt. Seine Veröffentlichungen sicherten seinen Ruf als Experten für Abtreibungen und Reproduktionsmedizin. Mit der Protektion des Kanzlers der Universität wurde ihm die Regius Professur zugesprochen. Gemeinsam mit John Towers war Burns der erste, dem der Titel Chirurgiae Magister (C.M.) verliehen wurde. Burns starb am 18. Juni 1850 beim Untergang des Dampfers Orion auf der Überfahrt von Liverpool nach Glasgow. |
| James Adair Lawrie                    | M.A., M.D.                            | 1850          | 1860          | Nach seinem Studium an der University of Glasgow arbeitete Lawrie für die Britische Ostindien-Kompanie (1823–1831). Dann übernahm er eine Professur am Anderson’s College, einem der Glasgower Colleges. Mit nur 58 Jahren verstarb Lawrie im November 1859. |
| Joseph Lister                         | M.B., F.R.C.S., F.R.S., LL.D., D.C.L. | 1860          | 1869          | Lister hatte sein Studium 1853 abgeschlossen. 1865 begann er an der Glasgow Royal Infirmary seine Experimente mit „Karbolsäure“ (Phenol) als Barriere gegen Infektionen bei offenen Brüchen. Ab 1869 hatte er den Regius Chair of Clinical Surgery in Edinburgh inne. 1897 wechselte er als Professor der Chirurgie ans King’s College London. Die von Lister entwickelte Methode wurde im englischsprachigen Raum als „Listerism“ bekannt. Für seine Leistung wurde Lister 1883 geadelt. |
| George Husband Baird MacLeod:639      | M.D.                                  | 1869          | 1892          | 1853 schloss MacLeod sein Medizinstudium an der University of Glasgow, Paris und Wien ab. Während des Krimkriegs arbeitete er als Chirurg in einem Hospital in Izmir. Er wechselte in private Dienste und wurde 1856 zum Professor der Royal Infirmary und folgte 1869 Joseph Lister als Regius Professor nach. Er hielt die Professur bis zu seinem Tod 1892.:639 |
| William Macewen:639                   | M.B., C.M., LL.D.                     | 1892          | 1924          | Macewen studierte in Glasgow von 1865 bis 1869. Nach einer Reihe von Anstellungen in verschiedenen Hospitälern von Glasgow wurde er 1873 Chirurg an der Western Infirmary. Er erlangte Berühmtheit, weil er aseptische Prozeduren im Operationssaal einführte, als Pionier der Hirnchirurgie und durch die Einführung verschiedener erfolgreicher Prozeduren und Techniken im Bereich der chirurgischen Behandlung von Knochen. 1902 wurde Macewen geadelt. |
| Archibald Young                       | B.Sc., M.B., C.M.                     | 1924          | 1939          | Young war an der University of Glasgow ausgebildet und schloss mit Auszeichnung ab. Er setzte seine Studien in Europa fort und besuchte Berlin, Breslau und Heidelberg. Nach einigen privaten Anstellungen wurde er persönlicher Assistent des Pathologen Joseph Coats und wurde 1898 zum Assistenten von William Macewen. Während des zweiten Burenkriegs arbeitete er in Kroonstad. Den Ersten Weltkrieg verbrachte er als Chirurg in der Western Infirmary in Glasgow. Während seiner Professur verfeinerte er die chirurgische Behandlung von Brüchen weiter. |
| Charles Frederick William Illingworth | M.B., Ch.B., C.B.E.                   | 1939          | 1964          | Charles Frederick William Illingworth’ Studium an der University of Edinburgh wurde durch den 1. Weltkrieg unterbrochen, an dem er von 1916 bis 1918 als Pilot teilnahm und wo er kurzzeitig auch in Kriegsgefangenschaft geriet. Illingworth war der Gründer der gemeinnützigen Forschungsstiftung Tenovus-Scotland. Nach ihm wurde der Illingworth-Preis der Universität benannt. |
| Andrew Watt Kay                       | M.B., Ch.B., M.D., Ch.M., F.R.C.S.    | 1964          | 1981          | Kay hatte in Glasgow studiert und schloss sein Studium mit dem Gewinn des Brunton-Memorial-Price ab. Den Abschluss seines Medizinstudiums krönte die Bellahouston Gold Medal. Ab 1942 bis 1956 assistierte er dem amtierenden Regius Professur, nur unterbrochen von der Zeit von 1946 bis 1948, als er seinen Militärdienst leistete. 1962 übernahm der die Professur für Chirurgie an der University of Sheffield, um nur zwei Jahre später als Regius Professor zurückzukehren. Sein Spezialgebiet war die Gastroenterologie. Er arbeitete mit dem Nierenspezialisten Richard Wood zusammen, der eines der ersten Transplantationszentren für Nierentransplantationen in Großbritannien einrichtete. 1973 wurde er geadelt. |
| William George                        | M.B., B.S., M.S., C.B.E.              | 1999          | 31. März 2006 | Vor seiner Ernennung zum Regius Professor hatte George ab 1981 als Professor für Chirurgie an der Universität gelehrt. Zuvor hatte ihn seine Karriere von 1973 bis 77 an die University of Manchester und später an die University of Liverpool gebracht. |
| nicht besetzt                         |                                       | 31. März 2006 | 2013          | |
| Andrew Victor Biankin                 |                                       | 25. Feb. 2013 |               | Der Chirurg spezialisiert sich auf die Behandlung von Krebserkrankungen der Bauchspeicheldrüse, für die er verschiedene Strategien verfolgt. |